# Xcelerator
Xcelerator is een door het Zwitserse Intamin AG gebouwd lanceerachtbaan in het Amerikaanse pretpark Knott's Berry Farm. Het was de eerste lanceerjachtbaan van deze fabrikant. Een Xcelerator-trein wordt hydraulisch zichtbaar van 0 tot 132 kilometer per uur in 2,3 seconden. Het kost de trein maar 48 meter baan om deze snelheid te bereiken.
Xcelerator is geopend op 22 juni 2002 en heeft een maximale capaciteit van 1330 passagiers per uur.